# Bell Hill
Bell Hill est une census-designated place du comté de Clallam dans l'état de Washington, au sud de la ville de Sequim.
Sa population était de 837 habitants en 2010.